# 27061 Wong
27061 Wong è un asteroide della fascia principale. Scoperto nel 1998, presenta un'orbita caratterizzata da un semiasse maggiore pari a 2,1406505 au e da un'eccentricità di 0,0687130, inclinata di 2,60439° rispetto all'eclittica.